# Ryszard Staniek
'Ryszard Staniek (Zebrzydowice, 13 de março de 1971) é um ex-futebolista profissional polonês que atuava como meio-campista.
Ryszard Staniek foi medalhista de prata no Futebol nos Jogos Olímpicos de Verão de 1992